# 20ste uitreiking van de Premios Goya
De 20ste uitreiking van de Premios Goya vond plaats in Madrid op 29 januari 2006. De ceremonie werd uitgezonden op TVE en werd gepresenteerd door Concha Velasco en Antonio Resines.

## Winnaars en genomineerden
| Beste film | Beste regisseur |
| --- | --- |
| - The Secret Life of Words - Obaba - Princesas - 7 vírgenes | - Isabel Coixet – The Secret Life of Words - Montxo Armendariz – Obaba - Alberto Rodríguez Librero – 7 vírgenes - Benito Zambrano – Habana Blues |
| Beste acteur | Beste actrice |
| - Óscar Jaenada – Camarón - Juan José Ballesta – 7 vírgenes - Eduard Fernández – El método - Manuel Alexandre – Elsa y Fred                                                                                             | - Candela Peña – Princesas - Emma Vilarasau – Para que no me olvides - Adriana Ozores – Heroína - Nathalie Poza – Malas temporadas |
| Beste mannelijke bijrol | Beste vrouwelijke bijrol |
| - Carmelo Gómez – El método - Enrique Villén – Ninette - Javier Cámara – The Secret Life of Words - Fernando Guillén – Otros días vendrán                                                                               | - Elvira Mínguez – Tapas - Pilar López de Ayala – Obaba - Verónica Sánchez – Camarón - Marta Etura – Para que no me olvides |
| Beste debuterend acteur | Beste debuterend actrice |
| - Jesús Carroza – 7 vírgenes - Luis Callejo – Princesas - Pablo Echarri – El método - Álex González – Segundo asalto | - Micaela Nevárez – Princesas - Bárbara Lennie – Obaba - Alba Rodríguez – 7 vírgenes - Isabel Ampudia – 15 días contigo |
| Beste origineel scenario | Beste bewerkt scenario |
| - The Secret Life of Words – Isabel Coixet - Princesas – Fernando León de Aranoa - 7 vírgenes – Rafael Cobos, Alberto Rodríguez Librero - Otros días vendrán – Eduard Cortés, Piti Español                              | - El método – Mateo Gil, Marcelo Piñeyro - Obaba – Montxo Armendáriz - Ninette – José Luis Garci, Horacio Valcárcel - El penalti más largo del mundo – Roberto Santiago |
| Beste Spaanstalige buitenlandse film | Beste Europese film |
| - Iluminados por el fuego – Argentinië - Alma Mater – Uruguay - Mi mejor enemigo – Chili - Rosario Tijeras – Colombia                                                                                                   | - Match Point – Woody Allen - Der Untergang – Oliver Hirschbiegel - The Constant Gardener – Fernando Meirelles - Les Choristes – Christophe Barratier |
| Beste debuterend regisseur | Beste animatiefilm |
| - José Corbacho, Juan Cruz – Tapas - Asier Altuna, Telmo Esnal – Aupa Etxebeste! - Guillem Morales – El habitante incierto - Santiago Tabernero – Vida y color                                                          | - El sueño de una noche de San Juan - Gisaku |
| Beste camerawerk | Beste montage |
| - Iberia – José Luis López-Linares - Obaba – Javier Aguirresarobe - Ninette – Raúl Pérez Cubero - Otros días vendrán – José Luis Alcaine                                                                                | - Habana Blues – Fernando Pardo - Ninette – Miguel González Sinde - El método – Iván Aledo - Iberia – Julia Juaniz |
| Beste artdirector | Beste productiemanager |
| - Ninette – Gil Parrondo - Obaba – Julio Esteban, Julio Torrecilla - Para que no me olvides – Félix Murcia, Federico G. Cambero - Segundo asalto – Marta Blasco                                                         | - The Secret Life of Words – Esther García - Obaba – Puy Oria - Camarón – Tino Pont - Habana Blues – Ernesto Chao, Eduardo Santana |
| Beste geluid | Beste speciale effecten |
| - Obaba – Carlos Bonmati, Alfonso Pino, Pelayo Gutiérrez - Princesas – Miguel Rejas, Alfonso Raposo, Polo Aledo - Ninette – Miguel Rejas, José Antonio Bermúdez - Los nombres de Alicia – Eladio Reguero, David Calleja | - Fragile – David Martí, Montse Ribé, Félix Cordón, Félix Bergés, Rafael Solorzano - Obaba – Reyes Abades, Chema Remacha, Alberto Esteban, Pablo Urrutia - Las llaves de la independencia – Juan Ramón Molina, Pablo Núñez, Ana Núñez, Antonio Ojeda, Carlos Martínez - Un rey en La Habana – Reyes Abades, Carlos Lozano, Alberto Esteban, Pablo Núñez, Ana Núñez |
| Beste kostuums | Beste grime en haarstijl |
| - Camarón – María José Iglesias - Princesas – Sabine Daigeler - Kingdom of Heaven – Janty Yates - Hormigas en la boca – Sonia Grande                                                                                    | - Camarón – Romana González, Josefa Morales - Princesas – Manolo García, Carlos Hernández - El Calentito – Jorge Hernández, Fermín Galán - Los Dalton contra Lucky Luke – Paillette, Annie Marandin |
| Beste filmmuziek | Beste origineel nummer |
| - Habana Blues – Juan Antonio Leyva, José Luis Garrido, Equis Alfonso, Dayan Abad, Descemer Bueno, Kiki Ferrer, Kelvis Ochoa - Ninette – Pablo Cervantes - Fragile – Roque Baños - La noche del hermano – Eva Gancedo   | - Princesas – Manu Chao ("Me Llaman Calle") - La noche del hermano – Eva Gancedo, Yamil ("Los Malos Amores") - Bagdad rap – Mario Gaitán ("Llora Por Tus Miserias") - Sinfín – Dani Martín ("Laura") |
| Beste korte film | Beste korte animatiefilm |
| - Nana – José Javier Rodríguez Melcon - Bota de Oro – José Luis Baringo, Ramón Tarrés - El Examinador – José Antonio Pajares - El Intruso – David Cánovas - Hiyab – Xavi Sala                                           | - Tadeo Jones – Enrique Gato - La Gallina Ciega – Isabel Herguera - La Leyenda del Espantapájaros – Marco Besas - La Luz de la Esperanza – Ricardo Puertas - Semilla del Recuerdo – Renato Roldán |
| Beste documentaire | Beste korte documentaire |
| - Cineastas Contra Magnates - Iberia - Trece Entre Mil - Veinte Años No Es Nada | - En La Cuna del Aire - Castilla y León, Patrimonio de la Humanidad - Nenyure – Jorge Rivero |
| Ere-Goya | |
| Pedro Masó | |

## Prijzen per film
| Film                     | Nominaties | Prijzen |
| ------------------------ | ---------- | ------- |
| Obaba                    | 10         | 1       |
| Princesas                | 9          | 3       |
| Ninette                  | 7          | 1       |
| 7 vírgenes               | 6          | 1       |
| The Secret Life of Words | 5          | 4       |
| Camarón                  | 5          | 3       |
| El método                | 5          | 2       |
| Habana Blues             | 4          | 2       |
| Iberia                   | 3          | 1       |
| Para que no me olvides   | 3          | 0       |
| Otros días vendrán       | 3          | 0       |
| Tapas                    | 2          | 2       |
| Fragile                  | 2          | 1       |
| Segundo asalto           | 2          | 0       |